# Cranes
Cranes sind eine britische Independent-Band, die 1985 von den Geschwistern Jim und Alison Shaw in Portsmouth gegründet wurde.

## Geschichte
Bereits 1986 veröffentlichten sie ihr zu zweit aufgenommenes Debüt Fuse auf Kompaktkassette und nahmen kurz darauf Self-Non-Self auf. Zu ihrem ersten Auftritt 1987 rekrutierten die Geschwister Gastmusiker aus ihrem Freundeskreis. Diese Arbeitsweise bestimmte über Jahre das Schaffen von Cranes: Jim (Instrumente) und Alison (Gesang) nahmen die Alben auf, erst für Konzerte kamen weitere Musiker hinzu. Bis 1994 waren dies Mark Francombe und Matt Cope an Gitarren, Bass und Keyboards; beide sind auch auf den Covern der Alben als Bandmitglieder aufgeführt.
International bekannt wurden sie 1992, als sie von The Cure eingeladen wurden, als Vorgruppe für die Europa-Termine ihrer Wish-Tour zu fungieren. Die Chemie zwischen beiden Bands entwickelte sich während dieser Tour derart positiv, dass The Cure ihnen anboten, während der gesamten World Tour zu eröffnen. Noch Jahre später zeugt die relative Häufigkeit von Cure-T-Shirts auf Cranes-Konzerten vom Werbeeffekt dieser Tour. Cranes bedankten sich symbolisch mit ihrem nächsten Album: Der Titel Forever ist auch der eines unveröffentlichten Cure-Stücks (The Cure spielten es v. a. Anfang der 80er oft auf Konzerten). 2002, 2004 und 2005 wurden Cranes wiederholt von The Cure für große Open-Air-Konzerte als Vorgruppe engagiert.
Zu großen Veränderungen kam es Ende der 90er. Mit La tragédie d’Oreste et Électre erschien 1996 das bisher experimentellste Cranes-Konzeptalbum: Über sieben symphonisch-synthetischen Kompositionen von Jim spricht Alison Texte aus Jean-Paul Sartres Les Mouches (Die Fliegen). Das Album erschien lediglich in limitierter Auflage und wurde nie live umgesetzt.
Matt Cope verließ zu diesem Zeitpunkt die Band, Jim Shaw wechselte daraufhin für Konzerte vom Schlagzeug an die Gitarre (eine relativ seltene Entwicklung in Bands), und Cranes bekamen mit Manu Ros ihren ersten „richtigen Schlagzeuger“. Konsequenterweise war Population 4 (1997) das erste Cranes-Album, welches als „echte Band“ aufgenommen wurde. Zur gleichen Zeit lief jedoch der Vertrag mit ihrem Label Dedicated aus (daher auch die symptomatische Abschieds-Quasi-Best-Of-Veröffentlichung EP Collection in ihrer Diskografie). In Interviews berichteten Jim und Alison Shaw rückblickend, dass ihr Projekt Cranes 1997 nahezu am Ende war; die Band war am Zerfallen, finanziell ruiniert und darüber im Streit mit ihrem Management. Zwar gab es Offerten von großen Majorlabels, die Band unter Vertrag zu nehmen. Nur empfanden sie deren Bedingung als indiskutabel, in Zukunft radiotaugliche Musik zu veröffentlichen. Die Entscheidung, ob sie sich auflösen oder ein eigenes Label gründen sollten, knüpften Cranes an den Veröffentlichungserfolg von Til the stars shine (1998), einem handgebundenen Büchlein mit Alisons Texten, welches ausschließlich über die Homepage direkt bei der Band zu bestellen war. Ermutigt durch die Tatsache, dass dieser Textband sehr schnell ausverkauft war, gründeten sie das Label dadaphonic, auf dem sie seit 2001 vollkommen selbstbestimmt ihre eigenen Alben veröffentlichen.
Nach nur vereinzelten Auftritten unter anderem in Mexiko und Italien während der letzten Jahre, spielten Cranes im Sommer 2004 nach einer Pause von acht Jahren auch wieder erste Konzerte in Deutschland. Zur festen Besetzung zählen seit 2001 Jon Callendar (Schlagzeug), Paul Smith (Keyboards und Gitarre) und Ben Baxter (Bass).

## Stil
Allmusic klassifiziert die Musik der Band als „Trance Pop“ und Shoegaze. Die Band selbst akzeptierte die Kategorisierung ihrer Musik auf Particles and Waves als Dream Pop und sah auf dem Album Elemente des Post-Rock.

## Diskografie
- 1986: Fuse
- 1989: Self-Non-Self (Bite Back)
- 1991: Wings of Joy (Dedicated)
- 1993: Forever (Dedicated)
- 1993: Forever Remixes
- 1994: Loved (Dedicated)
- 1996: La tragédie d’Oreste et Électre (Dedicated)
- 1997: Population 4 (Dedicated)
- 1997: EP Collection, Vol. 1 & 2
- 2001: Future Songs (Dadaphonic)
- 2003: Live in Italy (Dadaphonic)
- 2004: Particles and Waves (Dadaphonic)
- 2008: Cranes (Dadaphonic)

## Bibliografie
- Til the stars shine (Texte von Alison Shaw, 1998)